# 山階宮
山階宮是伏見宮邦家親王的庶長子晃親王在江戶時代末期年間創立的宮家，是伏見宮之分家。
第二次世界大戰後，日本投降，由盟軍軍事佔領，1947年因駐日盟軍總司令部（GHQ）指示，伏見宮、閑院宮、山階宮、北白川宮、梨本宮、久邇宮、賀陽宮、東伏見宮、朝香宮、東久邇宮、竹田宮等11個宮家之宗室子弟皆被臣籍降下，賜姓罷為庶人。山階宮傳了三代。

## 世系

### 山階宮晃親王
第一代晃親王在文化十三年（1816年）出生。初名清保。文政七年（1824年）出家為入道親王，法號濟範。元治元年（1864年）德川慶喜在孝明天皇的希望下勅許他還俗，並親王宣下，賜宮號山階宮。
1898年（明治三十一年）2月，83歲的他去世。

### 山階宮菊麿王
第二代菊麿王是晃親王的長子，在一歲以前則為梨本宮守脩親王的養子，至1885年（明治十八年）回歸山階宮之下。他後來加入海軍，晉升為海軍大佐。他對氣象學素有研究，曾自費在筑波山興建氣象観測所（山階宮筑波山測候所，即現時的筑波山氣象觀測站）。
1908年（明治四十一年），36歲的他去世。

### 山階宮武彥王
第三代武彥王在1898年（明治三十一年）出生，跟隨父親加入海軍，晉升為海軍少佐。他在1923年（大正十二年）和賀陽宮邦憲王的女兒佐紀子女王結婚，不幸地，佐紀子女王與二人的胎兒在關東大地震中壓死。佐紀子妃死後，武彥王精神開始失常，令他在1932年（昭和七年）被編入預備役。
1947年（昭和二十二年）10月14日皇籍離脱，改名為山階武彥，到1987年（昭和六十二年）8月在藤澤的病院去世。由於山階武彥並無子女，故山階宮家直系已斷絕。

## 分家

### 山階芳麿
菊麿王的次子芳麿王在1920年（大正九年）被臣籍降下為侯爵，改名山階芳麿。

### 筑波藤麿
菊麿王的三子藤麿王在1928年（昭和三年）被臣籍降下為侯爵，改名筑波藤麿。他在東京帝國大學國史學科畢業後擔任靖國神社宮司。

### 鹿島萩麿
菊麿王的四子萩麿王在1928年（昭和三年）被臣籍降下為伯爵，改名鹿島萩麿，1932年去世，軍銜海軍大尉。

### 葛城茂麿
菊麿王的五子茂麿王在1929年（昭和四年）被臣籍降下為伯爵，改名葛城茂麿，二次大戰結束時為陸軍中佐，1947年去世。

## 外部連結
- 山階宮家御家族の写真アルバム （页面存档备份，存于）